# ماركيز دي لافاييت
ماري جوزيف بول فيس روش غلبرت دو موتير، ماركيز دي لافاييت (بالفرنسية: Gilbert du Motier, marquis de La Fayette)‏ 6 سبتمبر1757 - 20 مايو 1834 الذي يُعرَف ببساطة بلافاييت في الولايات المتحدة، كان أرستقراطيًا وضابطًا في الجيش الفرنسي حارب في حرب الاستقلال الأميركية وقاد القوات الأميركية في عدة معارك من بينها حصار يورك تاون. بعد عودته إلى فرنسا، كان شخصية رئيسية في الثورة الفرنسية عام 1798 وثورة يوليو عام 1830.
ولد لافاييت لعائلة غنية ومالكة للأراضي في شافنياك في مقاطعة أوفيرن في جنوب وسط فرنسا. تبع تقاليد العائلة العسكرية وتولى منصب ضابطٍ في عمر ال 13. أصبح مقتنعًا أن قضية الاستقلال الأميركية كانت نبيلة، وسافر إلى العالم الجديد سعيًا للمجد. حاز على رتبة لواء في عمر التسعة عشر، ولكن لم يُعطَ قواتٍ أميركية لقيادتها في البداية. أُصيِب أثناء معركة برانديواين ولكن رغم ذلك استطاع تدبير انسحاب منظم، وخدم على نحو ممتاز في معركة رودآيلاند. في خضم الحرب، أبحر إلى وطنه ليطالب بزيادة في الدعم الفرنسي. عاد إلى أميركا في عام1780 وأُعطِيَ منصبًا رفيعًا في الجيش القارّي. في عام1781، عرقلت القوات التي كانت تحت قيادته في فيرجينيا القوات التي كانت تحت قيادة كورن واليس ريثما تموضعت القوات الفرنسية والأميركية الأخرى لحصار يورك تاون الحاسم.
عاد لافاييت إلى فرنسا وعين في مجلس الوجهاء في عام 1787، المُنعقد لمواجهة الأزمة المالية. انتُخِب عضوًا في الهيئة الملكية ل 1789 حيث يلتقي الأعضاء من المراتب التقليدية الثلاث للمجتمع الفرنسي: رجال الدين والنبلاء والعوام. بعد تشكيل الجمعية الوطنية التأسيسية، ساعد في كتابة إعلان حقوق الإنسان والمواطن مع مساعدة توماس جيفرسون. استُلهِمت الوثيقة من إعلان الاستقلال الخاص بالولايات المتحدة واحتج بالحق الطبيعي لإنشاء المبادئ الأساسية لدولة قومية ديمقراطية. كما أيد نهاية العبودية، تماشيًا مع فلسفة الحقوق الطبيعية. بعد اقتحام سجن الباستيل، عُيِّن قائدًا عامًا للحرس الوطني الفرنسي وحاول اتباع طريقٍ وسط أثناء سنين الثورة. في أغسطس عام 1792، طالبت الفصائل المتطرفة باعتقاله، وفر إلى هولندا النمساوية. أمسكت به القوات النمساوية وقضى أكثر من خمسة أعوام في السجن. 
عاد لافاييت إلى فرنسا بعد تأمين نابوليون بونابرت إطلاق سراحه في عام1797، على الرغم من رفضه المشاركة في حكومة نابوليون. بعد استعادة بوربون في عام 1814، أصبح عضوًا ليبراليًا في مجلس النواب، وشغل هذا المنصب بقية حياته. في عام 1824، دعاه الرئيس جيمس مونرو إلى الولايات المتحدة كضيف للأمة، وزار جميع الولايات الأربع والعشرين في الاتحاد ولاقى ترحيبًا حماسيًا. أثناء ثورة تموز الفرنسية في عام 1830، رفض عرضًا مضمونه أن يصبح ديكتاتور فرنسا. بدلًا من ذلك، أيد لويس فيليب كملك، ولكن انقلب عليه حين أصبح مستبدًا. توفي في 20 مايو عام 1834 ودُفِن في مقبرة بيكبوس في باريس، تحت ترابٍ من تل بانكر. يُعرَف أحيانًا ب «بطل العالمَيَن «لإنجازاته في سبيل كل من فرنسا والولايات المتحدة.

## النشأة
ولد لافاييت 6 سبتمبر عام 1757 لوالده ميشيل لوي كريستوف روش غيلبرت بوليت دو موتير، ماركيز دي لا فاييت، عقيد رماة القنابل اليدوية، ووالدته ماري لويز جولي دي لا ريفيير، في قصر شافانياك شاتو دي شافانياك، في شافانياك=لافاييت، بجانب لو بوي أون فيلاي، في مقاطعة أوفيرن ما تدعى الآن ب هوت لوار.
كانت سلالة اللافاييت على الأرجح واحدة من أقدم وأكثر السلالات تميزًا في أوفيرن وربما في فرنسا كلها. امتاز ذكور عائلة اللافاييت بسمعة الشجاعة والفروسية وعُرِف عنهم احتقارهم للخطر. أحد أوائل أسلاف اللافاييت، غيلبرت دي لافاييت الثالث =مارشال فرنسي= كان شريك سلاح لجيش جان دارك أثناء حصار أورليانز في عام 1429. تبعًا للأسطورة، حصل سلف آخر على تاج الشوك أثناء الحملة الصليبية السادسة. كان أسلافه من غير اللافاييتيين مرموقين أيضًا؛ كان جده الأكبر جد أمه من ناحية الأم كومتيه دي لا ريفيير، حتى وفاته في عام 1770 قائدًا للموسكيتير دو روي أو «الفرسان السود «وهم حرس الملك روبرت الخامس عشر على الجياد. توفي عم لافاييت من جهة والده جاك روش 18 يناير عام 1734 أثناء قتاله للنمساويين في ميلان في حرب الخلافة البولندية؛ حيث انتقل بعد وفاته لقب الماركيز إلى أخيه ميشيل.
توفي والد لافاييت على أرض المعركة أيضًا. في 1 أغسطس عام 1759، أُصيب ميشيل دي لافاييت بقذيفة مدفعية أثناء قتاله ضد تحالف تحت قيادة بريطانية في معركة ميندين في ويستفاليا. أصبح لافاييت ماركيزًا وسيدًا لشافانياك، ولكن ذهبت الملكية إلى أمه. منكوبةً ربما بخسارة زوجها، ذهبت للعيش مع والدها وجدها في باريس، تاركةً لافاييت لتربيه جدته من جهة والده =السيدة دي شافانياك= في شافانياك لافاييت، والتي جلبت القصر للعائلة بمهرها.
في عام 1768، حين كان لافاييت في الحادية عشر من عمره عمره، استُدعِي إلى باريس للعيش مع أمه وجده الأكبر في شقق كومتي في قصر لوكسمبورغ. أُرسِل الفتى للدراسة في مدرسة لويس الكبير الثانوية =جزء من جامعة باريس= إذ قُرِّر أنه سيتابع تقاليد العائلة العسكرية. قام الكومتي =جد الفتى الأكبر= بتسجيله في برنامج لتدريب الفرسان المستقبليين. توفيت والدة وجد لافاييت، في 3 و24 أبريل عام1770 على التوالي، تاركين للافاييت مدخولًا يقدر ب 25,000 جنيهًا فرنسيًا. عقب موت خاله، ورث لافاييت البالغ من العمر 12 عامًا دخلًا سنويًا جيدًا يقدر ب 120,000 جنيهًا فرنسيًا.
في مايو عام1771، عُيِّن لافاييت البالغ من العمر 14 عامًا ضابطًا في الفرسان، برتبة ملازم ثاني. كانت معظم واجباته التي تضمنت السير في المواكب العسكرية وتقديم نفسه للملك لويس شعائرية وتابع دراسته كالمعتاد.
في ذلك الوقت، كان جان بول فرانسوا دي نويلس، دوق داين، يتطلع لتزويج بعض بناته الخمس. بدا لافاييت الشاب ذو الأربعة عشر عامًا شريكًا مناسبًا لابنته ذات الاثنتي عشر عامًا =ماري أدرين فرانسوا= وتحدث الدوق إلى وصي الفتى خال لافاييت، الكومتي الجديد للتوصل إلى اتفاق. ولكن عارضت زوجة الدوق على الزواج المدبر حيث شعرت أن الثنائي -وخصوصًا ابنتها- كانوا يافعين جدًا. سُويِّت المسألة بالاتفاق على ألا تُذكَر خطط الزواج لسنتين، على أن يتقابل الاثنان الموعودان بالزواج من وقت لآخر في المجالس الاعتيادية ليتعرفوا على بعضهم أكثر. نجحت المخططات؛ تزوج الاثنان وغمرتهم السعادة منذ وقت زواجهما في عام 1774 إلى أن توفيت في عام1807.

## مغادرته لفرنسا

### إيجاد سبب
بعد توقيع عقد الزواج في عام 1773، عاش لافاييت مع زوجته الشابة في منزل والدها في فيرسيليس. تابع تعليمه، في كل من مدرسة فيرسيليس لركوب الخيل، ومن ضمن زملائه كان شارلز إكس المُقبِل، وفي أكاديمية فيرسيليس الشهيرة. فُوِّض ملازمًا في فرسان دراغوونز نويليس في أبريل عام 1733، نُفِّذ النقل من الفوج الملكي بناءً على طلب والد زوجته.
في عام 1775، شارك لافاييل في التدريب السنوي لوحدته في ميتز، حيث قابل تشارلز فرانسوا دي بروغلي، ماركيز دي روفيك، قائد جيش الشرق. على الغداء، ناقش كلا الرجلين الثورة القائمة ضد الحكم البريطاني من قبل المستعمرات البريطانية الشمال أميركية. تنص إحدى المنظورات التأريخية أن الماركيز كان ميالًا لكره البريطانيين بسبب قتلهم لوالده، وشعر أن إلحاق الهزيمة بالبريطانيين سوف يضعف مكانة تلك الدولة عالميًا. يشير منظور آخر إلى أن الماركيز قد أصبح مؤخرًا ماسونيًا حرًا، وتكلم عن الثورة «أطلق العنان لمخيلته الشجاعة =والماسونية الآن= واصفًا الأميركيين بأنهم أناسٌ يقاتلون من أجل الحرية «.
في سبتمبر عام1775، عندما بلغ لافاييت الثامنة عشر، عاد إلى باريس وتلقى رتبة الكابتن في الفرسان والتي وُعِد بها كهدية زفاف. وفي ديسمبر، رُزقَ بطفله الأول هينرييت. أثناء هذه الأشهر، أصبح لافاييت مقتنعًا أن الثورة الأميركية تعكس معتقداته الخاصة، حيث قال «كان قلبي مُكرسًا».
شهد العام 1776 مفاوضات حرجة ما بين العملاء الأميركيين-من ضمنهم سيلاس دين- ولويس السادس عشر ووزير خارجيته، الكومتي شارلز دي فيرجينيس. تأمل الملك ووزيره أنه بتزويد الأميركيين بالسلاح والضباط، قد يستعيد النفوذ الفرنسي في أمريكا الشمالية، وينتقموا من البريطانيين بسبب الخسارة في حرب السبع سنوات. حين سمع لافاييت أن الضباط الفرنسيين يُرسَلون إلى أميركا، طالب أن يُرسل معهم. قابل دين واستطاع أن يحجز مكانًا بينهم بالرغم من صغر سنه. في 7 ديسمبر عام 1776، جند دين لافاييت برتبة لواء.
ضاعت خطة إرسال الضباط الفرنسيين ومساعدات أخرى إلى الأميركيين هباءً حين سمع البريطانيين وهددوا بالحرب. وبخه والد زوجته =دي نويليس= وأخبره أن يذهب إلى لندن لزيارة ماركيز دي نويليس، سفير فرنسا في بريطانيا وعم لافاييت بموجب الزواج، وفعل ذلك في فبراير عام 1777. في غضون ذلك، لم يتخل عن خططه للذهاب إلى أميركا. قُدِّم لافاييت إلى جورج الثالث، وقضى ثلاثة أسابيع في مجتمع لندن. حين عودته إلى فرنسا، توارى عن أنظار والد زوجته وضابطه الأعلى رتبةً، وكتب له عن نيته في الذهاب إلى أميركا. أثار ذلك حنق دي نويليس وأقنع لويس بأن يصدر مرسومًا يمنع الضباط الفرنسيين من الخدمة في أميركا، مع ذكر لافاييت على وجه الخصوص. ربما أقنع فيرجينيس الملك باصدار أمر باعتقال لافاييت، رغم أن هذه المعلومة غير أكيدة.

## مغادرته إلى أميركا
علم لافاييت أن المؤتمر القاري افتقر إلى التمويل الكافي لرحلته، لذا اشترى السفينة الشراعية فيكتوري بماله الخاص بسعر 112,000 جنيهًا. سافر إلى بوردو، حيث كان يتم تجهيز فيكتوري لرحلتها، وأرسل رسالة ليسأل عن معلومات عن ردة فعل عائلته. وضعه الرد في حالة اضطراب عاطفي، بما في ذلك رسائل من زوجته وأقربائه الآخرون. بعد وقت قريب من المغادرة، أمر السفينة بأن تستدير وتعود أدراجها إلى بوردو، مما أحبط الضباط المسافرين معه. أمره قائد الجيش هناك أن يرسل تقريرًا إلى فوج والد زوجته في مارسيليس. تأمل دي بروغلي بأن يصبح قائدًا عسكريًا وسياسيًا في أميركا، وقابل لافاييت في بوردو وأقنعه أن الحكومة أرادته في الواقع أن يذهب. لم يكن هذا حقيقيًا على الرغم من وجود دعم شعبي كبير للافاييت في باريس حيث يدعمون القضية الأميركية. أراد لافاييت تصديق الأمر وادعى أنه يمتثل لأمر إرسال تقرير إلى ميرسيليس، ذهب فقط بضعة أميال شرقًا قبل أن يستدير ويعود إلى سفينته. أبحرت فيكتوري خارج باويلاك على شواطئ جيروند في 25 آذار عام1777. اتسمت الرحلة التي مدتها شهران إلى العالم الجديد بدوار البحر والملل. اعتزم قبطان السفينة ليبورسير على التوقف في جزر الهند الغربية لبيع الحمولة ولكن كان لافاييت خائفًا من التعرض للاعتقال، لذا اشترى الحمولة لتجنب الإرساء على الجزر. أرسى على الجزيرة الشمالية بالقرب من جورج تاون، كارولينا الجنوبية في 13 يونيو عام1777.

## الثورة الأميركية
فور وصوله، قابل لافاييت الرائد بنجامين هاغر =مالك أراضي غني= والذي بقي معه لأسبوعين قبل الذهاب إلى فيلادلفيا. امتلئ الكونغرس القاري بالضباط الفرنسيين الذين عينهم دين، والكثير منهم لم يتحدث الإنكليزية أو كان يفتقر للمهارة العسكرية. تعلم لافاييت الإنكليزية في طريقه أصبح طليقًا بعد سنة واحدة من وصوله، وفتحت له عضويته في الماسونية الكثير من الأبواب في فيلادلفيا. بعد عرض لافاييت خدماته بدون مقابل، أعطاه الكونغرس رتبة لواء في 31 يوليو عام1777. تضمن مناصرو لافاييت المبعوث الأميركي إلى فرنسا حديث الوصول =بنجامين فرانكلين= والذي حث الكونغرس برسالة على تلبية الشاب الفرنسي.

## معرض صور

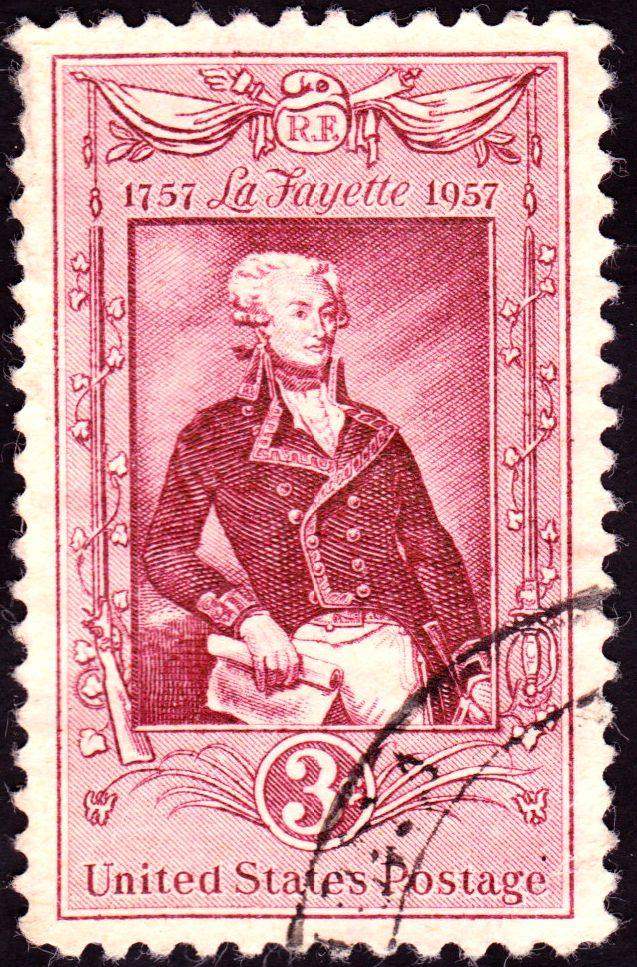
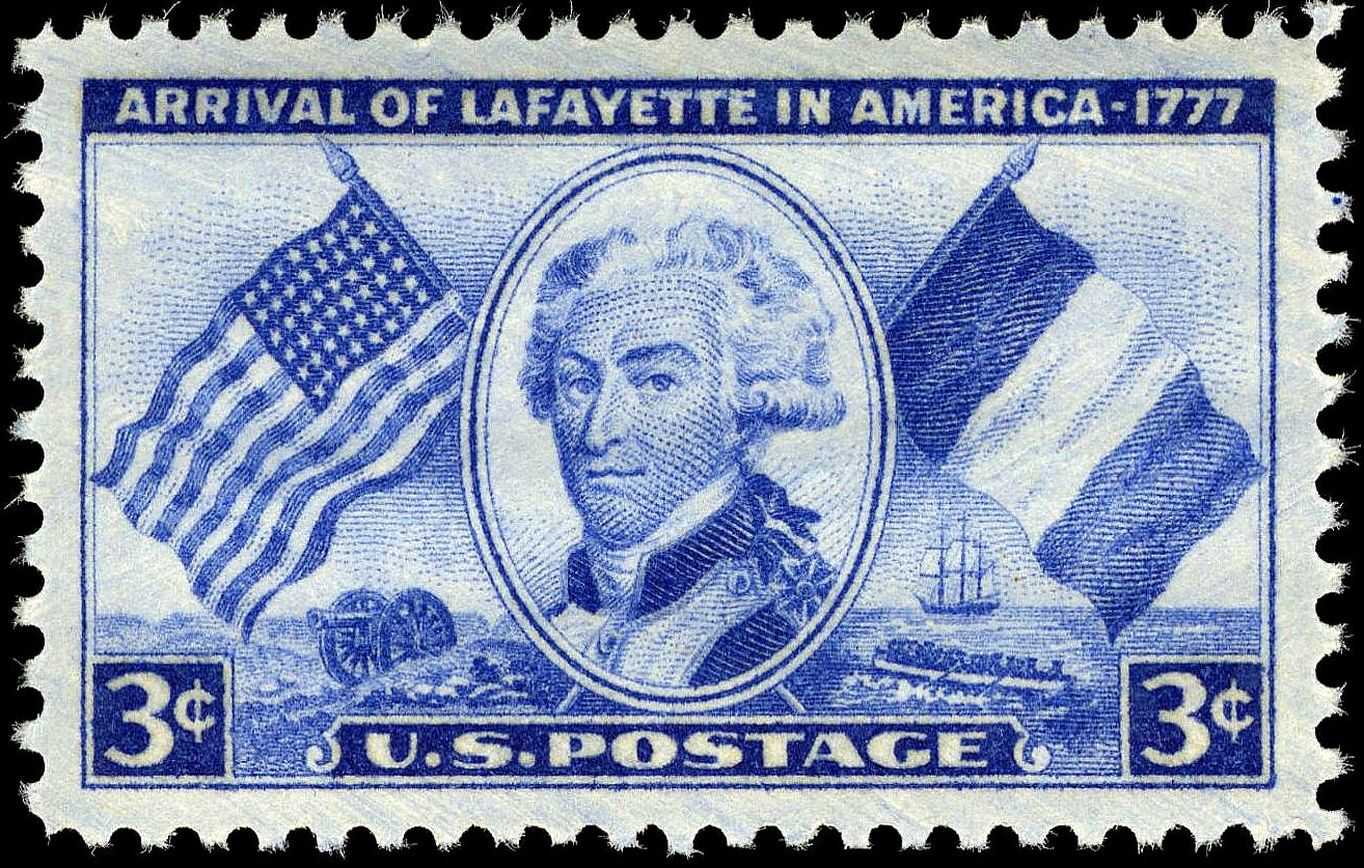
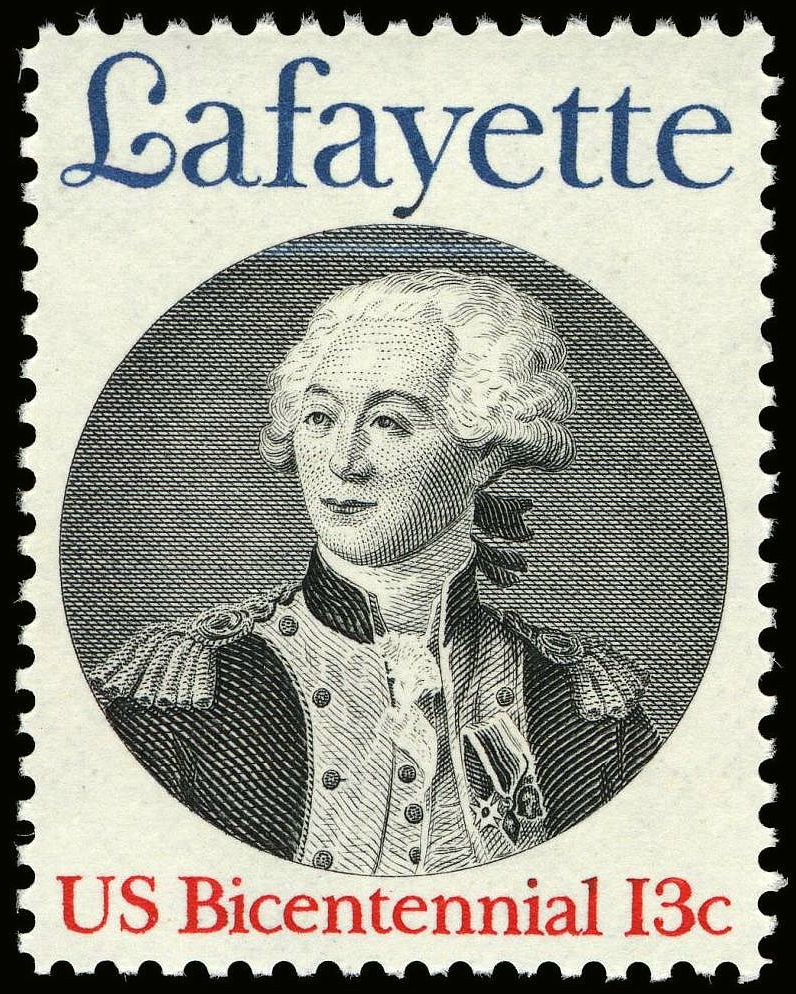

## وصلات خارجية
- ماركيز دي لافاييت على موقع الموسوعة البريطانية (الإنجليزية)
- ماركيز دي لافاييت على موقع إن إن دي بي (الإنجليزية)

- http://forum.arabia4serv.com/threads/71470=المركيز=دي=لافاييت